# Sakramentshaus (Höchstädt an der Donau)

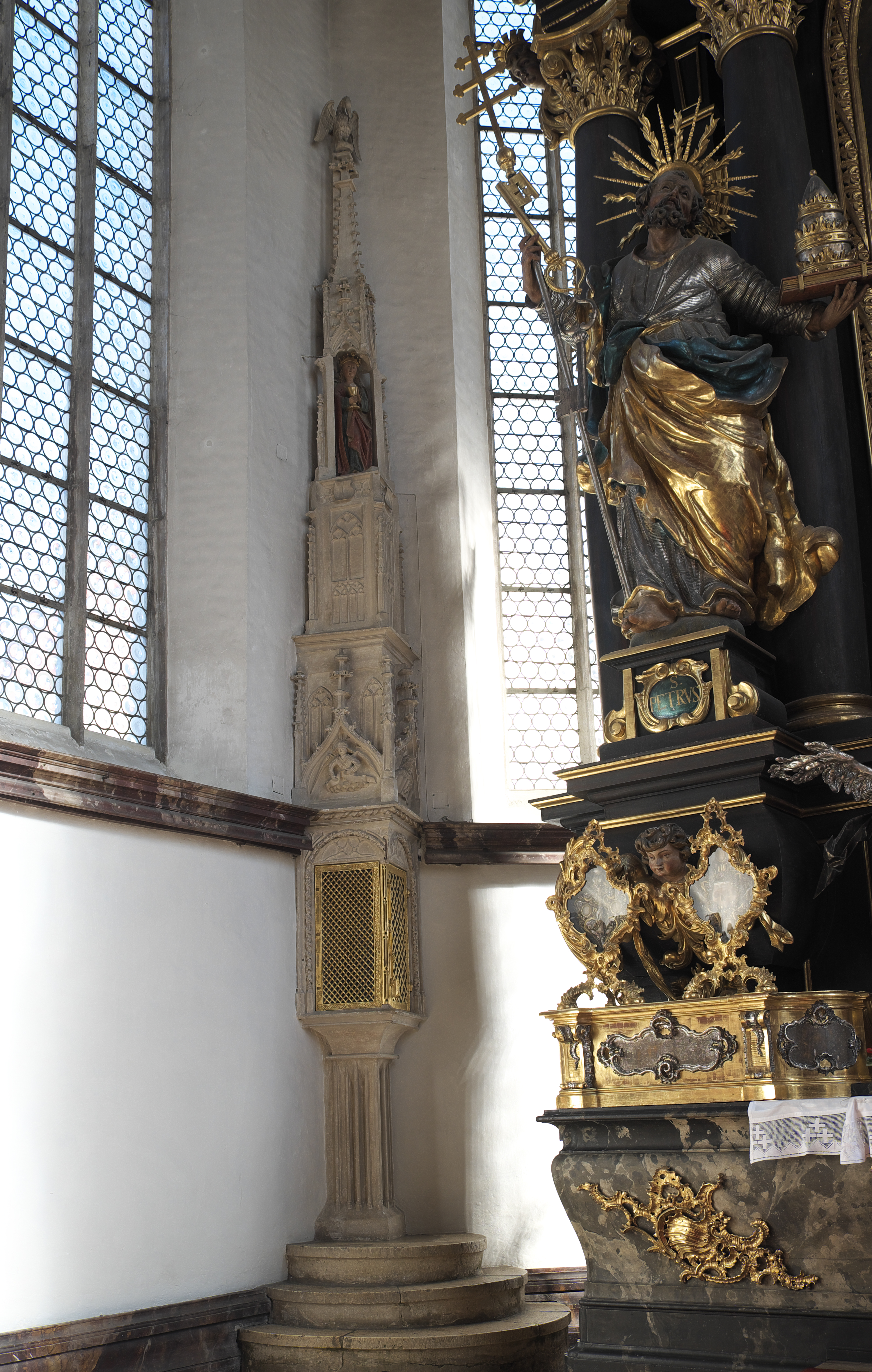
Sakramentshaus in Höchstädt an der Donau

Das Sakramentshaus in der katholischen Pfarrkirche Mariä Himmelfahrt in Höchstädt an der Donau, einer Stadt im Landkreis Dillingen an der Donau im bayerischen Regierungsbezirk Schwaben, wurde Ende des 15. Jahrhunderts geschaffen. Das spätgotische Sakramentshaus ist als Teil der Kirchenausstattung ein geschütztes Baudenkmal.
Das Sakramentshaus aus Sandstein in Form eines Obelisken steht im nördlichen Knick des Chors. Über drei kreisförmigen Stufen steht ein quadratischer Pfeilersockel, dessen zwei sichtbare Seiten durch Rundstäbe auf Sockeln zwischen Kehlen gegliedert sind. 
Über einer breiten Gesimskehle steht das Gehäuse mit Segmentbogenfeldern an den zwei Schauseiten. Es wird seitlich eingefasst von je einem glatten Rundstab auf polygonalem Sockel und einem von Laubwerk umwundenen Rundstab, der am Bogen jeweils herumgeführt ist. In den Bogenfeldern und Zwickeln sind Maßwerkblenden zu sehen. Beide Seiten sind mit rechteckigen Gittertüren geschlossen. In der linken ist in gotischen Minuskeln folgende Inschrift angebracht: „Jacob Braun Schlosser zu Lagingen“ (= Lauingen).
Der darüber aufsteigende Aufbau besteht aus drei sich verjüngenden Blöcken in Form einer Turmarchitektur. Der erste Block trägt zwischen krabbenbesetzten Fialen ebenfalls krabbenbesetzte Kielbögen mit Kreuzblumen. Darin stehen ein Engel und ein Prophet mit Spruchbändern. 
Der zweite Block trägt Eckfialen vor Eckpfeilern und Maßwerkblenden, über denen je eine zweigeteilte Tartsche sitzt. 
Der dritte Block besteht aus einem Baldachin auf seitlichen Pfeilern mit Fialen. In der Nische steht die farbig gefasste Holzfigur der heiligen Barbara. Die 90 cm hohe Skulptur wurde Ende des 15. Jahrhunderts geschaffen. Der Baldachin mit Kielbogen mit Maßwerk und Kreuzblume zwischen Fialen endet mit einer konischen Spitze mit Krabben. Die Kreuzblume wird von einem Pelikan bekrönt.